# Vincenzo Rubano
Vincenzo Rubano (Sapri, 26 marzo 1985) è un giornalista italiano.

## Biografia
Laureato in Scienze Turistiche e in Linguistica Moderna. Ha frequentato un master di 2° livello in Scienze criminologiche e forensi, un master di 1° livello in Comunicazione, scrittura e storytelling e un Corso di Alta Formazione Universitaria in Strategie della Comunicazione e Social Media. Da novembre 2021 è inviato del programma televisivo "Pomeriggio 5" su Canale 5 e da giugno 2022 anche del programma "Zona Bianca" su Rete4. Scrive per i quotidiani La Città di Salerno e La Repubblica ed è collaboratore di numerose riviste nazionali. Come giornalista embedded ha partecipato a missioni militari in Kosovo, Libano e Afghanistan, effettuando numerosi reportage. Dal 2012 collabora con il programma televisivo Striscia La Notizia e partecipa attivamente alla lotta contro la criminalità organizzata con l'inviato Vittorio Brumotti. Dal 2012 al 2020 è stato consigliere della fondazione di recupero minorile A Voce d'è Creature di Napoli che ha sede in un bene confiscato alla camorra. Nel mese di settembre 2016 si è occupato in Cina di un progetto di comunicazione per la città di Shanghai insieme ai fotografi Nick Út e Neal Ulevich. È fondatore e presidente dal 2014 del Premio Internazionale Nassiriya per la Pace. Dal mese di marzo 2017 a maggio 2018, in qualità di esperto di comunicazione, ha ricoperto un incarico al Ministero della Difesa. Il 9 giugno 2022 gli è stata conferita la nomina a Tenente della Riserva Selezionata dell'Esercito Italiano.

## Programmi televisivi
- Buona Domenica (Canale 5 2005) Ospite
- Striscia La Notizia (Canale 5 Dal 2011) Collaboratore
- Sereno Variabile (Rai 2 2015) Ospite[5]
- Pomeriggio 5 (Canale 5 Dal 2021) Inviato
- Zona Bianca (Rete 4 2022 - 2023 - 2025) Inviato
- Quarta Repubblica (Rete 4 2024) Inviato
- Mattino 4 (Rete 4 2024) Inviato
- 4 di sera (Rete 4 2024) Inviato
- Morning news (Canale 5 2024 - 2025) Inviato

## Minacce subite
Nel mese di ottobre 2017, a seguito di un servizio di Striscia La Notizia contro l'abusiva occupazione di posti per disabili, subisce minacce di morte. Il 20 gennaio 2018 nel quartiere Traiano di Napoli e il 25 febbraio 2018 nel quartiere Zen di Palermo ha subito violente aggressioni. A Palermo alcuni residenti hanno lanciato un pesante blocco di cemento da un balcone e hanno sparato un colpo di arma da fuoco contro l'autovettura della troupe. Il 26 settembre 2019 viene barbaramente aggredito da un gruppo di spacciatori nel rione Rancitelli di Pescara. Costretto a ricorrere alle cure mediche viene dimesso dall’ospedale con quindici giorni di prognosi. A seguito di indagini, i carabinieri, hanno tratto in arresto tre persone ritenute responsabili dell’aggressione. Il 5 ottobre 2021 è stato vittima di una violenta aggressione da parte di un pregiudicato all’interno dell’ospedale civile di San Severo dove si era recato con gli agenti del Commissariato locale di Polizia per accompagnare l’inviato Vittorio Brumotti, rimasto ferito durante un'altra aggressione, nel quartiere San Bernardino.
Dal 21 gennaio 2020, su disposizione del prefetto di Salerno, è sotto "vigilanza" delle forze dell'ordine.
Il 5 febbraio 2025, nel corso di un servizio per la trasmissione Pomeriggio 5 a Paola (Cs), è stato vittima insieme alla troupe di una violenta aggressione culminata con lo sparo di tre colpi di fucile.

## Libri
- Nel mese di aprile 2014 ha scritto il libro Soldati di Pace[13] edito da Guida Editori con la prefazione di Toni Capuozzo. Il libro è stato presentato ufficialmente alla Camera dei Deputati[14] dal Sottosegretario alla Presidenza del Consiglio dei Ministri on. Luca Lotti.
- Nel 2015 è autore della guida turistica “Valle dell’Angelo… dove le favole diventano realtà”[15] edita da Smeet s.r.l. per il Comune di Valle dell’Angelo con la prefazione del generale Sergio Costa.

## Premi
- 2012 Premio “Napoli Cultural Classic 2012” come miglior giornalista professionista giovane;
- 2013 Premio “Giuseppe Rocco Favale” per informazione e attualità;
- 2014 Premio “Giuseppe Ripa” per l'impegno giornalistico a favore della giustizia e della pace;
- 2015 Premio Primula d’oro. Sez. Giornalismo (2º classificato);
- 2015 Premio "Personalità Europea 2015" per la sezione Cultura[17] in Campidoglio a Roma;
- 2017 Premio Legalità dell'Associazione Nazionale Carabinieri a Vallo della Lucania;
- 2017 Premio "Il Protagonista" del Comune di Vibonati (Sa) per la sezione Giornalismo e Legalità;
- 2017 Premio per l’Alto Impegno Culturale 2017 promosso da Amalfiguide Coast con il patrocinio del Comune di Praiano;
- 2018 Premio internazionale d'arte e cultura "Città di Napoli";
- 2018 Premio Cartesar "Carlo De Iuliis" a Minori (Sa);
- 2018 Premio Cultura del Comune di Santa Marina (Sa);
- 2018 Premio Terre di Campania del Comune di Marigliano (Na);
- 2019 Premio Padre Pio a Pietrelcina (Bn);
- 2020 Médaille commémorative franco-allemande "50 ans d'Amitié" a Parigi;
- 2020 Médaille de Reconnaissance du Mémorial de l’Otan a Parigi;
- 2021 Diploma di Merito dell’Accademia Internazionale Partenopea "Federico II" – Premio Città di Napoli;
- 2021 Premio “Rosario Livatino” a Giarre (Ct);
- 2021 Accademico Honoris Causa – Accademia Internazionale Partenopea “Federico II”;
- 2022 Premio Internazionale “Italia del Merito – Salvator Mundi” in Campidoglio[18];
- 2022 Premio “Calabria tra le righe 2020/2021” sez. Stampa – Diamante (Cs);
- 2022 Premio Giornalismo Caracciolo 2022 – Accademia dei Dogliosi di Avellino.
- 2023 Premio “Una mano alla Cultura del Cilento” – Vibonati (Sa)
- 2023 Premio "Terre del Bussento 2023" - Sapri (Sa)
- 2023 Premio Internazionale “Joe Petrosino” – New York
- 2025 Premio Internazionale “I Sogni di Rosemary” (Menzione speciale) - Montesano sulla Marcellana (Sa)[18]